# IELTS
IELTS /ˈaɪ.ɛlts/ (International English Language Testing System) là một hệ thống bài kiểm tra về khả năng sử dụng thành thạo tiếng Anh trải dài qua cả bốn kĩ năng Nghe, Nói, Đọc, Viết. Bài thi được đồng điều hành bởi ba tổ chức ESOL của Đại học Cambridge (University of Cambridge ESOL), Hội đồng Anh (British Council) và tổ chức giáo dục IDP của Úc và được triển khai từ năm 1989. Người thi có thể lựa chọn giữa hai hình thức: Academic (học thuật) hoặc General training module (đào tạo chung):
- Loại hình học thuật dành cho những ai muốn học ở bậc đại học hoặc những học viện, các hình thức đào tạo sau đại học.
- Loại hình đào tạo chung dành cho những ai muốn tham gia những khóa học nghề, muốn tìm việc làm, hoặc vì mục đích di cư.

IELTS được chấp nhận bởi phần lớn các học viện ở Úc, Anh, Canada, Ireland, New Zealand, Hoa Kỳ và nhiều tổ chức nghề nghiệp. Nó cũng là một yêu cầu bắt buộc đối với việc di cư đến Úc và Canada.
Kết quả của kì kiểm tra IELTS (TRF-Test Report Form) sẽ có hiệu lực trong vòng 2 năm. Trong năm 2007, đã có hơn một triệu thí sinh tham dự kì kiểm tra IELTS. IELTS cũng đã trở thành hệ thống kiểm tra ngôn ngữ tiếng Anh dành cho bậc sau đại học và người di cư phổ biến nhất trên thế giới.

## Những tính chất đặc trưng của kì thi
Bài thi IELTS bao gồm những nét đặc trưng sau:
- Trong bài kiểm tra sẽ có nhiều kiểu giọng tiếng Anh của các nơi như: Anh, Mĩ, Úc để tránh sự phân biệt ngôn ngữ. Trong khi TOEFL chỉ bao gồm tiếng Anh của vùng Bắc Mĩ, IELTS luôn được công nhận là đáng tin cậy hơn TOEFL bởi một số cá nhân và tổ chức (đặc biệt là các tổ chức ngoài Mĩ), mặc dù nhìn bề ngoài thì có bao gồm cả những bài thi nghe của giọng Anh và giọng Úc.
- IELTS kiểm tra khả năng nghe, nói, đọc và viết bằng tiếng Anh.
- Hai dạng bài thi có thể được lựa chọn 1: Học thuật và dạng đào tạo chung.
- Điểm sẽ được chấm cho từng kĩ năng nhỏ (nghe, nói, đọc, viết). Thang điểm từ 1 (không biết sử dụng) đến 9 (sử dụng thông thạo).
- Bài kiểm tra kĩ năng nói, một nét đáng chú ý của IELTS, sẽ được thực hiện dưới hình thức giao tiếp trực tiếp giữa thí sinh và người chấm thi. Người chấm thi sẽ đánh giá thí sinh khi họ đang thực hiện bài nói của mình. Bài nói cũng được ghi âm để chấm lại, đối chiếu với bảng điểm đánh giá đã đưa ra trước đó.
- Đội ngũ những người chấm thi IELTS đến từ nhiều nơi trên thế giới: Mỹ, Anh, Úc, New Zealand, Canada, Ireland và các nước nói tiếng Anh khác.

## Cấu trúc bài thi IELTS
Bài thi IELTS đánh giá toàn diện 4 kỹ năng nghe, nói, đọc và viết. Các thí sinh sẽ thi chung phần nghe và nói trong khi phần thi viết và đọc sẽ khác biệt tuỳ theo việc thí sinh đó đăng ký hình thức thi Học thuật hay Đào tạo chung.

### Bài thi nghe (Listening)
Thời gian làm bài thi nghe là 30 phút với 40 câu hỏi. Thí sinh sẽ nghe tất cả các câu hỏi và độ khó của từng phần sẽ tăng dần. Bài thi bao gồm nhiều dạng khác nhau như thông tin từ một người, cuộc đàm thoại của 2 hoặc nhiều người. Và thí sinh sẽ nghe nhiều giọng phát âm của nhiều quốc gia khác nhau. Tuy nhiên, bạn sẽ có thời gian để đọc câu hỏi và chuẩn bị câu trả lời. Bài thi nghe có 4 phần, mỗi phần có 10 câu hỏi, thí sinh chỉ được nghe duy nhất một lần, các đoạn nghỉ được ghi kèm trong băng hoặc đĩa. Cuối bài thi các thí sinh sẽ có 10 phút để ghi lại kết quả vào Phiếu trả lời câu hỏi.
- Phần 1: là các tình huống đời thường (đăng ký hoạt động, thuê nhà, nhập học) thường là 1 cuộc đối thoại nhưng là hỏi đáp, và người đáp thường nói nhiều hơn.
- Phần 2: là các tình huống hướng dẫn và giới thiệu về 1 chủ đề quen thuộc (trường học, khu du lịch, chương trình ca nhạc, triển lãm,..) thường chỉ nói bởi 1 người.
- Phần 3: là các tình huống đối thoại giữa ít nhất 2 người, đây là các cuộc thảo luận có tính chất học thuật hơn (Ví dụ: chọn chủ đề khóa luận, đề tài nghiên cứu khoa học).
- Phần 4: là 1 bài thuyết trình về 1 chủ đề học thuật, thường do 1 người nói và dùng nhiều từ ngữ mang tính chất học thuật.

Lưu ý: Cập nhật một số thay đổi mà IELTS Official đã công bố về cấu trúc mới của IELTS Listening (có hiệu lực từ 4/1/2020):
- Các bài trong bài Listening sẽ không được gọi là "Section" nữa mà sẽ gọi là "Part". Số lượng bài thi vẫn là 4.
- Trong phần mở đầu bài thi ở Section 1 (nay là Part 1), thí sinh sẽ không được nghe ví dụ mẫu thực hiện bài làm như trước.
- Trong mỗi bài, hướng dẫn cho thí sinh sẽ không đề cập cụ thể số trang trên đề đó nữa (Ví dụ: Mở trang 2 trong đề và nhìn vào...)

### Bài thi đọc (Reading)
- Dành cho dạng học thuật (Academic).

Bài thi gồm khoảng 40 câu hỏi, thời gian làm bài là 60 phút (không có thời gian dành cho ghi lại câu trả lời cuối bài thi). Bài thi thông thường bao gồm 3 phần và phần trả lời câu hỏi. Mỗi phần là 1 đoạn văn khoảng 1500 từ với câu hỏi được chia tương đối đều. Các đề tài thường trích dẫn từ sách, báo, tạp chí hoặc tập san và những đề tài này không mang tính chất chuyên môn. Bài thi thông thường bao gồm 1 đề tài thảo luận.
- Dành cho dạng không học thuật (General Training).

Thời gian làm bài thi cũng là 60 phút, gồm 40 câu hỏi như bài Đọc của dạng thi Academic. Các đề tài trong bài thi đọc thông thường liên quan đến các tình huống hàng ngày ở các nước nói tiếng Anh. Các đề tài thường trích dẫn từ sách, báo, mẫu quảng cáo, các hướng dẫn sử dụng mục đích để đánh giá khả năng hiểu và xử lý thông tin của từng thí sinh. Các đề tài trong bài thi thông thường bao gồm đoạn văn mô tả hơn là những bài luận văn.

### Bài thi viết (Writing)
- Dành cho dạng học thuật (Academic).

Thời gian làm bài thi là 60 phút (thí sinh phải tự phân phối thời gian). Được chia làm 2 phần:
Phần 1: thí sinh thường được yêu cầu viết bài báo cáo ít nhất 150 từ để mô tả và giải thích các số liệu, dữ liệu trên các biểu đồ, một quá trình, một hiện tượng,... được biểu diễn dưới dạng hình vẽ. Phần này nên được hoàn thành trong khoảng 20 phút.
Phần 2: thí sinh thường được yêu cầu viết bài tiểu luận ít nhất 250 từ để đưa ra những chính kiến tranh luận hay nhận định về 1 ý kiến hoặc vấn đề. Thí sinh nên đưa ra những tình huống và ví dụ cụ thể để hỗ trợ cho nhận định của mình. Phần này nên được hoàn thành trong khoảng 40 phút và được tính điểm gấp đôi so với phần 1.
- Dành cho dạng không học thuật (General Training).

Thời gian làm bài thi cũng là 60 phút, được chia làm 2 phần:
Phần 1: thí sinh thường được yêu cầu viết bức thư ít nhất 150 từ với mục đích là hỏi thông tin hay giải thích về 1 tình huống trong cuộc sống. Phần này nên được hoàn thành trong không quá 20 phút.
Phần 2: thí sinh thường được yêu cầu viết bài tiểu luận ít nhất 250 từ để đưa ra quan điểm của 1 sự việc hay vấn đề. Thí sinh cần phải đưa ra chính kiến của mình hoặc trích dẫn ý kiến. Thí sinh nên đưa ra những tình huống và ví dụ cụ thể để hỗ trợ cho nhận định của mình. Phần này nên được hoàn thành trong không quá 40 phút và được tính điểm gấp đôi so với phần 1.

### Bài thi nói (Speaking)
Thời gian của bài thi nói thông thường là từ 11 - 14 phút. Thí sinh sẽ trò chuyện trực tiếp với giám khảo. Thí sinh cần thể hiện các khả năng: trả lời lưu loát các câu hỏi, thông thạo các đề tài và khả năng giao tiếp với giám khảo. Giám khảo sẽ đánh giá trình độ tiếng Anh của thí sinh dựa vào 4 yếu tố: Từ vựng, Ngữ pháp, Lưu loát và Phát âm. Có thể tạm chia bài thi nói ra 3 phần:
- Phần 1: Trả lời các câu hỏi về bản thân. Giám khảo sẽ hỏi về quê hương, gia đình, sở thích,...
- Phần 2: Giám khảo sẽ đưa cho bạn 1 chủ đề trên một tấm thẻ (hoặc tờ giấy), trong đó sẽ có 4 gợi ý để thí sinh có thể dễ dàng phát triển ý. Thí sinh có 2 phút để trả lời. Trước khi bắt đầu nói, thí sinh có 1 phút để suy nghĩ, trong quá trình suy nghĩ có thể ghi chú ngoài giấy nháp. Kết thúc phần trả lời, người hỏi có thể sẽ hỏi thêm 1 đến 2 câu hỏi.
- Phần 3: Người hỏi sẽ hỏi bạn các câu hỏi liên quan tới chủ đề mà bạn đã trình bày ở phần 2. Các câu hỏi ở phần này thường là các loại sau: Discuss (bàn luận), Compare (so sánh), Speculate (dự đoán), Analyse (phân tích), Explain (giải thích), Evaluate (đánh giá).

## Tổng thời gian thi
Toàn bộ bài thi sẽ diễn ra trong khoảng 2 giờ 45 phút cho các kỹ năng Nghe, Đọc và Viết.
- Bài thi nghe: 40 phút, 30 phút là thời gian đoạn băng được phát cho bài thi nghe, và sẽ có 10 phút sau đó để thí sinh điền đáp án vào phiếu trả lời.
- Bài thi đọc: 60 phút.
- Bài thi viết: 60 phút.
- Bài thi nói: 11–14 phút.

(Lưu ý: Không có thời gian cộng thêm cho thí sinh để điền đáp án cho 2 phần thi đọc và viết)
Thứ tự của 3 bài thi đầu tiên luôn là Listening, Reading và Writing sẽ được diễn ra và hoàn tất trong vòng một ngày, trên thực tế sẽ không có thời gian nghỉ giải lao giữa các phần thi. Phần thi Speaking có thể diễn ra cùng ngày hoặc không quá 7 ngày trước hoặc sau ngày thi các phần thi khác.
Bài thi được thiết kế để khai thác hết khả năng của người học từ người mới học cho đến chuyên gia.

## Hệ thống điểm IELTS

### Cách tính điểm
Thang điểm của IELTS là từ 1 – 9. Trên bảng kết quả của thí sinh sẽ thể hiện điểm của từng kỹ năng thi. Phần điểm tổng sẽ được tính dựa trên điểm trung bình cộng của 4 kỹ năng.
Điểm tổng của 4 kỹ năng sẽ được làm tròn số theo quy ước chung như sau: Nếu điểm trung bình cộng của 4 kỹ năng có số lẻ là.25, thì sẽ được làm tròn lên thành.5, còn nếu là.75 sẽ được làm tròn thành 1.0.
Ví dụ: một thí sinh có số điểm như sau: 6.5 (Nghe), 6.5 (Đọc), 5.0 (Viết) và 7.0 (Nói). Điểm trung bình của thí sinh này là 6.5 (25 ÷ 4 = 6.25 = 6.5)
Tương tự cách tính, một thí sinh có số điểm như sau: 4.0 (Nghe); 3.5 (Đọc), 4.0 (Viết) và 4.0 (Nói). Như vậy điểm trung bình sẽ là 4.0 (15.5 ÷ 4 = 3.875 = 4.0)
Trong trường hợp thí sinh có số điểm là 6.5 (Nghe), 6.0 (Đọc), 6.0 (Viết) và 6.0 (Nói). Như vậy điểm trung bình của thí sinh này là 6 (24.5 ÷ 4 = 6.125 = 6)
- Phần thi Nghe và Đọc

Bài thi Nghe và Đọc bao gồm 40 câu. 1 câu trả lời đúng thí sinh sẽ được 1 điểm; Số điểm tối đa có thể đạt được là 40 cho từng bài thi. Thang điểm từ 1 – 9 sẽ được tính dựa trên số câu trả lời đúng.
Mặc dù tất cả các câu hỏi đã qua nhiều công đoạn như: Khảo sát bài thi, thi thử trước khi các câu hỏi này có thể sử dụng trong đề thi chính thức. Tuy nhiên sẽ vẫn có những chêch lệch nhỏ về độ khó dễ của từng bài thi. Do vậy, để tạo sự công bằng cho từng bài thi, thang điểm chuyển đổi sẽ có thay đổi theo từng bài thi. Điều này có nghĩa là cùng điểm 6 nhưng sẽ có sự chêch lệch số câu trả đúng cho từng bài thi khác nhau.
Bảng thông tin bên dưới giúp các bạn hiểu thêm về cách chuyển đổi điểm của thí sinh theo từng cấp độ khác nhau của bài thi: Nghe và Đọc của năm 2021. Ngoài ra, bạn cũng sẽ hiểu thêm về cách chuyển đổi từ số câu hỏi đúng thành điểm cuối cùng của bài thi.
| Bài Nghe | Bài Nghe        | Bài Đọc học thuật (AC) | Bài Đọc học thuật (AC) | Bài Đọc phổ thông (GT) | Bài Đọc phổ thông (GT) |
| -------- | --------------- | ---------------------- | ---------------------- | ---------------------- | ---------------------- |
| Điểm     | Câu đúng/40 câu | Điểm                   | Câu đúng/40 câu        | Điểm                   | Câu đúng/40 câu        |
| 1.0      | 0               | 1.0                    | 0                      | 1.0                    | 0                      |
| 1.5      | 1               | 1.5                    | 1                      | 1.5                    | 1 - 2                  |
| 2.0      | 2               | 2.0                    | 2                      | 2.0                    | 3 - 4                  |
| 2.5      | 3 - 4           | 2.5                    | 3 - 4                  | 2.5                    | 5 - 7                  |
| 3.0      | 5 - 6           | 3.0                    | 5 - 6                  | 3.0                    | 8 - 11                 |
| 3.5      | 7 - 9           | 3.5                    | 7 - 9                  | 3.5                    | 12 - 14                |
| 4.0      | 10 - 12         | 4.0                    | 10 - 12                | 4.0                    | 15 - 18                |
| 4.5      | 13 - 15         | 4.5                    | 13 - 15                | 4.5                    | 19 - 22                |
| 5.0      | 16 - 19         | 5.0                    | 16 - 19                | 5.0                    | 23 - 26                |
| 5.5      | 20 - 22         | 5.5                    | 20 - 22                | 5.5                    | 27 - 29                |
| 6.0      | 23 - 26         | 6.0                    | 23 - 26                | 6.0                    | 30 - 31                |
| 6.5      | 27 - 29         | 6.5                    | 27 - 29                | 6.5                    | 32 - 33                |
| 7.0      | 30 - 32         | 7.0                    | 30 - 32                | 7.0                    | 34 - 35                |
| 7.5      | 33 - 34         | 7.5                    | 33 - 34                | 7.5                    | 36 - 37                |
| 8.0      | 35 - 36         | 8.0                    | 35 - 36                | 8.0                    | 38                     |
| 8.5      | 37 - 38         | 8.5                    | 37 - 38                | 8.5                    | 39                     |
| 9.0      | 39 - 40         | 9.0                    | 39 - 40                | 9.0                    | 40                     |

Cách chấm điểm của cả hai dạng bài thi: học thuật (AC) và không học thuật (GT). Điểm khác biệt giữa 2 bài thi này là về thể loại và ngôn ngữ sử dụng trong bài thi. Hầu hết đề thi của loại hình học thuật thường có nhiều từ vựng khó và cấu trúc câu phức tạp hơn. Do vậy, cùng một điểm số nhưng thông thường số câu trả lời đúng của loại hình không học thuật (GT) yêu cầu phải nhiều hơn loại hình học thuật (AC).
- Bài thi Viết và Nói

Giám khảo sẽ dựa vào bảng mô tả chi tiết thang điểm 1 – 9 của thí sinh để chấm điểm cho bài thi Viết và Nói.
Bài thi Viết: Giám khảo sẽ chấm điểm theo từng tiêu chí (số điểm cho mỗi tiêu chí là như nhau) bao gồm:
1. Task achievement – khả năng hoàn thành yêu cầu bài thi – đối với phần 1, hay Task response – khả năng trả lời yêu cầu bài thi – đối với phần 2.
2. Coherence and cohesion – tính gắn kết và mạch lạc giữa các câu, đoạn văn.
3. Lexical Resource – vốn từ.
4. Grammatical range and accuracy – ngữ pháp.

Bài thi Nói: Giám khảo sẽ chấm điểm theo từng tiêu chí bao gồm: Fluency and Coherence – sự lưu loát và tính gắn kết của bài nói, Lexical Resource – vốn từ, Grammatical range and accuracy – ngữ pháp và Pronunciation – cách phát âm. Số điểm cho mỗi phần là như nhau.
Các bảng mô tả thang điểm cho bài thi Viết và nói luôn được cập nhật để giúp các thí sinh hiểu rõ hơn về các yêu cầu của từng phần. Các giám khảo IELTS phải trải qua khóa đào tạo tập trung về các quy chuẩn chấm thi để đảm bảo chắc chắn cho việc chấm bài thi một cách chính xác và đúng tiêu chuẩn. Bạn có thể tham khảo các bảng mô tả thang điểm cho bài Viết - Phần 1, Phần 2 và cho bài thi Nói.

### Thang điểm đánh giá
IELTS không có đỗ và trượt. Thí sinh sẽ nhận được Giấy chứng nhận kết quả và trên đó thể hiện số điểm từ 1 – 9. Giấy chứng nhận kết quả sẽ ghi rõ tổng điểm và điểm trung bình cho từng phần thi. Kết quả bài thi IELTS được đánh giá trên một thang điểm 9 cấp. Mỗi một mức điểm điểm ứng với từng trình độ khác nhau, trong đó có tính đến điểm 0.5 (Ví dụ như 6.5 hay 7.5).
- 9 - Thông thạo: Đã hoàn toàn nắm vững ngôn ngữ với một sự phù hợp, chính xác, lưu loát và thông hiểu hoàn toàn đầy đủ.
- 8 - Rất tốt: Hoàn toàn nắm vững ngôn ngữ, chỉ đôi khi mắc những lỗi như không chính xác, không phù hợp nhưng lỗi này chưa thành hệ thống. Trong những tình huống không quen thuộc có thể sẽ không hiểu. Sử dụng tốt với những chủ đề tranh luận phức tạp, tinh vi.
- 7 - Tốt: Nắm vững ngôn ngữ, nhưng đôi khi có những sự không chính xác, không phù hợp, không hiểu trong một số tình huống. Nói chung là sử dụng tốt ngôn ngữ phức tạp và hiểu những lý lẽ tinh vi.
- 6 - Khá: Sử dụng ngôn ngữ tương đối hiệu quả tuy có những chỗ không chính xác, không phù hợp, không hiểu. Có thể sử dụng và hiểu tốt ngôn ngữ phức tạp, đặc biệt là trong những tình huống quen thuộc.
- 5 - Bình thường: Sử dụng được một phần ngôn ngữ, nắm được nghĩa tổng quát trong phần lớn các tình huống, dù thường xuyên mắc lỗi. Có thể sử dụng ngôn ngữ trong những lĩnh vực riêng quen thuộc của mình.
- 4 - Hạn chế: Có sự thành thạo cơ bản bị hạn chế trong những tình huống quen thuộc. Thường có khó khăn trong việc sử dụng ngôn ngữ phức tạp.
- 3 - Cực kì hạn chế: Có thể nói và hiểu trong những tình huống rất quen thuộc. Thường thất bại trong giao tiếp.
- 2 - Lúc được lúc không: Không có những giao tiếp thực sự ngoại trừ những thông tin cơ bản nhất với những từ ngữ riêng lẻ hoặc những cú pháp ngắn trong tình huống thông thường để đạt được mục đích tức thời. Khó khăn lớn trong việc nói và viết tiếng Anh.
- 1 - Không biết sử dụng: Hoàn toàn không có khả năng sử dụng tiếng Anh ngoài vài từ riêng lẻ.
- 0 - Bỏ thi: Không một thông tin nào để chấm bài. Người dự thi đã không thể tham dự kì thi.

## Địa điểm và ngày thi
Có khoảng 300 trung tâm dự thi trên toàn thế giới. Số lượng thí sinh đã tăng khoảng 100 ngàn người năm 1999 lên nửa triệu người năm 2003. Ba quốc gia có nhiều thí sinh nhất năm 2003 là Trung Quốc, Ấn Độ và Anh cho kì thi học thuật và Ấn Độ, Trung Quốc và Úc cho kì thi đào tạo chung.
Đối với lựa chọn làm bài thi trên giấy, có đến 48 ngày thi hợp lệ trong một năm, và mỗi trung tâm tổ chức nhiều nhất là 4 kì thi mỗi tháng tùy nhu cầu từng địa phương.